# Bensalklorid
Bensalklorid (bensylidenklorid, klorobensol) är en kolförening med den kemiska formeln C6H5CHCl2. 
Bensalklorid framställs genom behandling av kokande toluen med klor, varvid först bensylklorid (C6H5CH2Cl) bildas. Bensalklorid är en färglös olja, kokar vid 213 °C och ger med klor bensotriklorid C6H5CCl3, med alakalier bensaldehyd och vid upphettning med natriumacetat kanelsyra.